# Reprezentacja Chorwacji U-21 w piłce nożnej mężczyzn
Reprezentacja Chorwacji U-21 w piłce nożnej jest młodzieżową reprezentacją Chorwacji, sterowaną przez Chorwacki Związek Piłki Nożnej. Zespół dwukrotnie uczestniczył w Mistrzostwach Europy U-21.
Drużyna Chorwacji U-21 powstała w 1993 roku już po rozpadzie Socjalistycznej Federacyjnej Republiki Jugosławii. Swoje pierwsze spotkanie rozegrała 13 lutego 1993 roku przeciwko Włochom. W 2000 roku po raz pierwszy wystąpiła na Mistrzostwach Europy U-21. Jednak na turnieju na Słowacji nie wygrała żadnego spotkania i zajęła ostatnie miejsce w grupie. Podobna sytuacja miała miejsce w 2004 roku, gdy Chorwaci ponownie nie zwyciężyli ani razu i znów byli na ostatniej pozycji w swojej grupie. W latach 2006–2017 zespół ani razu nie wywalczył promocji do turnieju o mistrzostwo kontynentu.

## Występy w ME U-21
- 1994: Nie uczestniczyła
- 1996: Nie zakwalifikowała się
- 1998: Nie zakwalifikowała się
- 2000: Faza grupowa
- 2002: Nie zakwalifikowała się
- 2004: Faza grupowa
- 2006: Nie zakwalifikowała się
- 2007: Nie zakwalifikowała się
- 2009: Nie zakwalifikowała się
- 2011: Nie zakwalifikowała się
- 2013: Nie zakwalifikowała się
- 2015: Nie zakwalifikowała się
- 2017: Nie zakwalifikowała się
- 2019: Faza grupowa
- 2021: Ćwierćfinał